# Faith Evans/Diskografie
Diese Diskografie ist eine Übersicht über die musikalischen Werke der US-amerikanischen R&B-Sängerin Faith Evans. Den Schallplattenauszeichnungen zufolge hat sie bisher mehr als 16,2 Millionen Tonträger verkauft. Ihre erfolgreichste Veröffentlichung ist die Single I’ll Be Missing You mit über 8,3 Millionen verkauften Einheiten.

## Alben

### Studioalben
| Jahr | Titel                 | Höchstplatzierung, Gesamtwochen, AuszeichnungChartplatzierungen (Jahr, Titel, Platzierungen, Wochen, Auszeichnungen, Anmerkungen) | Höchstplatzierung, Gesamtwochen, AuszeichnungChartplatzierungen (Jahr, Titel, Platzierungen, Wochen, Auszeichnungen, Anmerkungen) | Höchstplatzierung, Gesamtwochen, AuszeichnungChartplatzierungen (Jahr, Titel, Platzierungen, Wochen, Auszeichnungen, Anmerkungen) | Höchstplatzierung, Gesamtwochen, AuszeichnungChartplatzierungen (Jahr, Titel, Platzierungen, Wochen, Auszeichnungen, Anmerkungen) | Höchstplatzierung, Gesamtwochen, AuszeichnungChartplatzierungen (Jahr, Titel, Platzierungen, Wochen, Auszeichnungen, Anmerkungen) | Anmerkungen                                                  |
| Jahr | Titel                 | DE | AT | CH | UK | US | Anmerkungen                                                  |
| ---- | --------------------- | --- | --- | --- | --- | --- | ------------------------------------------------------------ |
| 1995 | Faith                 | — | — | — | — | US22 Platin · (32 Wo.)US | Erstveröffentlichung: 29. August 1995 Verkäufe: + 1.000.000  |
| 1998 | Keep the Faith        | — | — | — | UK69 (1 Wo.)UK | US6 Platin · (45 Wo.)US | Erstveröffentlichung: 27. Oktober 1998 Verkäufe: + 1.000.000 |
| 2001 | Faithfully            | — | — | — | — | US14 Gold · (27 Wo.)US | Erstveröffentlichung: 6. November 2001 Verkäufe: + 500.000   |
| 2005 | The First Lady        | — | — | CH89 (2 Wo.)CH | UK22 (4 Wo.)UK | US2 Gold · (14 Wo.)US | Erstveröffentlichung: 5. April 2005 Verkäufe: + 500.000      |
| 2005 | A Faithful Christmas  | — | — | — | — | — | Erstveröffentlichung: 25. Oktober 2005                       |
| 2010 | Something About Faith | — | — | — | — | US15 (5 Wo.)US | Erstveröffentlichung: 5. Oktober 2010                        |
| 2012 | R&B Divas             | — | — | — | — | US46 (3 Wo.)US | Erstveröffentlichung: 2. Oktober 2012                        |
| 2017 | The King & I          | — | — | — | — | US65 (1 Wo.)US | Erstveröffentlichung: 19. Mai 2017 mit The Notorious B.I.G.  |

## Singles

### Als Leadmusikerin
| Jahr | Titel Album                           | Höchstplatzierung, Gesamtwochen, AuszeichnungChartplatzierungen (Jahr, Titel, Album, Platzierungen, Wochen, Auszeichnungen, Anmerkungen) | Höchstplatzierung, Gesamtwochen, AuszeichnungChartplatzierungen (Jahr, Titel, Album, Platzierungen, Wochen, Auszeichnungen, Anmerkungen) | Höchstplatzierung, Gesamtwochen, AuszeichnungChartplatzierungen (Jahr, Titel, Album, Platzierungen, Wochen, Auszeichnungen, Anmerkungen) | Höchstplatzierung, Gesamtwochen, AuszeichnungChartplatzierungen (Jahr, Titel, Album, Platzierungen, Wochen, Auszeichnungen, Anmerkungen) | Höchstplatzierung, Gesamtwochen, AuszeichnungChartplatzierungen (Jahr, Titel, Album, Platzierungen, Wochen, Auszeichnungen, Anmerkungen) | Anmerkungen                                                  |
| Jahr | Titel Album                           | DE | AT | CH | UK | US | Anmerkungen                                                  |
| ---- | ------------------------------------- | --- | --- | --- | --- | --- | ------------------------------------------------------------ |
| 1995 | You Used to Love Me Faith             | — | — | — | UK42 (2 Wo.)UK | US24 Gold · (20 Wo.)US | Erstveröffentlichung: 13. Juni 1995 Verkäufe: + 500.000      |
| 1995 | Soon as I Get Home Faith              | — | — | — | — | US21 Gold · (20 Wo.)US | Erstveröffentlichung: 23. Dezember 1995 Verkäufe: + 500.000  |
| 1996 | Ain’t Nobody / Kissing You Faith      | — | — | — | — | US67 (16 Wo.)US | Erstveröffentlichung: 11. Mai 1996                           |
| 1998 | Love Like This Keep the Faith         | — | — | — | UK24 Silber · (4 Wo.)UK | US7 Gold · (20 Wo.)US | Erstveröffentlichung: 15. September 1998 Verkäufe: + 700.000 |
| 1999 | All Night Long Keep the Faith         | — | — | — | UK23 (3 Wo.)UK | US9 (19 Wo.)US | Erstveröffentlichung: 20. März 1999 feat. Puff Daddy         |
| 1999 | Never Gonna Let You Go Keep the Faith | — | — | — | — | US17 (20 Wo.)US | Erstveröffentlichung: 21. August 1999                        |
| 2001 | Can’t Believe Faithfully              | — | — | — | — | US56 (20 Wo.)US | Erstveröffentlichung: 14. Juli 2001 feat. Carl Thomas        |
| 2001 | You Gets No Love Faithfully           | — | — | — | — | US38 (20 Wo.)US | Erstveröffentlichung: 24. November 2001                      |
| 2002 | I Love You Faithfully                 | — | — | — | — | US14 (21 Wo.)US | Erstveröffentlichung: 19. Februar 2002                       |
| 2002 | Burnin’ Up Faithfully                 | — | — | — | — | US60 (15 Wo.)US | Erstveröffentlichung: 24. August 2002 feat. Missy Elliott    |
| 2005 | Again The First Lady                  | — | — | CH100 (1 Wo.)CH | UK12 (6 Wo.)UK | US47 (14 Wo.)US | Erstveröffentlichung: 8. Februar 2005                        |
| 2005 | Mesmerized The First Lady             | — | — | — | UK48 (1 Wo.)UK | — | Erstveröffentlichung: 8. August 2005                         |

Weitere Singles
- 1996: Come Over
- 1996: Christmas Lullabye
- 1997: Every Nation
- 1999: Lately I
- 1999: Right Back Where I Started
- 2002: Alone in This World
- 2006: Tru Love
- 2010: Gone Already

### Als Gastmusikerin
| Jahr | Titel Album                                            | Höchstplatzierung, Gesamtwochen, AuszeichnungChartplatzierungen (Jahr, Titel, Album, Platzierungen, Wochen, Auszeichnungen, Anmerkungen) | Höchstplatzierung, Gesamtwochen, AuszeichnungChartplatzierungen (Jahr, Titel, Album, Platzierungen, Wochen, Auszeichnungen, Anmerkungen) | Höchstplatzierung, Gesamtwochen, AuszeichnungChartplatzierungen (Jahr, Titel, Album, Platzierungen, Wochen, Auszeichnungen, Anmerkungen) | Höchstplatzierung, Gesamtwochen, AuszeichnungChartplatzierungen (Jahr, Titel, Album, Platzierungen, Wochen, Auszeichnungen, Anmerkungen) | Höchstplatzierung, Gesamtwochen, AuszeichnungChartplatzierungen (Jahr, Titel, Album, Platzierungen, Wochen, Auszeichnungen, Anmerkungen) | Anmerkungen                                                                                                   |
| Jahr | Titel Album                                            | DE | AT | CH | UK | US | Anmerkungen                                                                                                   |
| ---- | ------------------------------------------------------ | --- | --- | --- | --- | --- | --- |
| 1995 | One More Chance Ready to Die                           | — | — | — | UK34 Silber · (2 Wo.)UK | US2 Platin · (20 Wo.)US | Erstveröffentlichung: 9. Mai 1995 The Notorious B.I.G. feat. Faith Evans                                      |
| 1996 | Stressed Out Beats, Rhymes & Life                      | — | — | — | UK33 (2 Wo.)UK | — | Erstveröffentlichung: 11. November 1996 A Tribe Called Quest feat. Faith Evans & Raphael Saadiq               |
| 1997 | I’ll Be Missing You No Way Out                         | DE1 ×3Dreifachplatin · (28 Wo.)DE | AT1 ×2Doppelplatin · (23 Wo.)AT | CH1 ×2Doppelplatin · (33 Wo.)CH | UK1 ×4Vierfachplatin · (25 Wo.)UK | US1 ×3Dreifachplatin · (26 Wo.)US | Erstveröffentlichung: 27. Mai 1997 Puff Daddy feat. Faith Evans & 112                                         |
| 1998 | Heartbreak Hotel My Love Is Your Love                  | DE61 (4 Wo.)DE | — | CH77 (5 Wo.)CH | UK25 (5 Wo.)UK | US2 ×2Doppelplatin · (28 Wo.)US | Erstveröffentlichung: 15. Dezember 1998 Verkäufe: + 2.000.000 Whitney Houston feat. Faith Evans & Kelly Price |
| 1998 | How’s it Goin’ Down It’s Dark and Hell Is Hot          | — | — | — | — | US70 (3 Wo.)US | Erstveröffentlichung: 31. Oktober 1998 DMX feat. Faith Evans                                                  |
| 1999 | Georgy Porgy A Day in the Life                         | DE82 (8 Wo.)DE | — | — | UK28 (3 Wo.)UK | US55 (14 Wo.)US | Erstveröffentlichung: 17. April 1999 Eric Benét feat. Faith Evans                                             |
| 2000 | Love Is Blind Let There Be Eve…Ruff Ryders’ First Lady | — | — | — | — | US34 (16 Wo.)US | Erstveröffentlichung: 5. Februar 2000 Eve feat. Faith Evans                                                   |
| 2001 | What’s Going On –                                      | DE35 (9 Wo.)DE | AT51 (8 Wo.)AT | CH16 (11 Wo.)CH | UK6 (13 Wo.)UK | US27 (10 Wo.)US | Erstveröffentlichung: 30. Oktober 2001 mit Artists Against AIDS Worldwide                                     |
| 2002 | Ma, I Don’t Love Her Lord Willin’                      | — | — | — | UK38 (3 Wo.)UK | US86 (6 Wo.)US | Erstveröffentlichung: 3. Dezember 2002 Clipse feat. Faith Evans                                               |
| 2002 | I Miss You The Great Depression                        | DE87 (5 Wo.)DE | — | — | — | US86 (7 Wo.)US | Erstveröffentlichung: 16. Februar 2002 DMX feat. Faith Evans                                                  |
| 2005 | Hope Coach Carter (OST)                                | — | — | — | UK25 (5 Wo.)UK | US31 (7 Wo.)US | Erstveröffentlichung: 29. März 2005 Twista feat. Faith Evans                                                  |
| 2010 | We Are the World: 25 for Haiti Hope for Haiti Now      | — | — | — | UK50 (1 Wo.)UK | US2 (5 Wo.)US | Erstveröffentlichung: 12. Februar 2010 mit Artists for Haiti                                                  |

## Sonderveröffentlichungen
| Jahr | Titel                        | Interpretation                                                | Album                                                           |
| ---- | ---------------------------- | ------------------------------------------------------------- | --------------------------------------------------------------- |
| 1996 | How Can We Stop              | Horace Brown feat. Faith Evans                                | Horace Brown                                                    |
| 1996 | On My Mind                   | Color Me Badd feat. Faith Evans                               | Now & Forever                                                   |
| 1996 | You Could Be My Boo          | Almighty RSO feat. Faith Evans                                | Doomsday: Forever RSO                                           |
| 1996 | I Can’t Believe              | 112 feat. Faith Evans                                         | 112                                                             |
| 1996 | Nothing Without You          | Karen Clark Sheard feat. Faith Evans                          | Finally Karen                                                   |
| 1997 | All the Times                | LSG feat. Missy Elliott, Coko & Faith Evans                   | Levert.Sweat.Gill                                               |
| 1998 | For Awhile                   | 112 feat. Faith Evans                                         | Room 112                                                        |
| 1998 | If You Leave Me              | Aaron Hall feat. Faith Evans                                  | Inside of You                                                   |
| 2000 | Good Life                    | Funkmaster Flex feat. Faith Evans                             | The Mix Tape, Vol. 4: 60 Minutes of Funk                        |
| 2000 | Easier                       | Kandi Burruss feat. Faith Evans                               | Hey Kandi…                                                      |
| 2000 | Crown                        | Natalie Wilson feat. The S.O.P. Chorale feat. Faith Evans     | Girl Director                                                   |
| 2000 | 2 B Real 2000 (Keep It Real) | DJ Hurricane feat. Faith Evans & Lost Boyz                    | Don’t Sleep                                                     |
| 2001 | I Thought I Told You         | Anastacia feat. Faith Evans                                   | Freak of Nature                                                 |
| 2001 | Everyday                     | G-Dep feat. Faith Evans                                       | Child of the Ghetto                                             |
| 2001 | Overjoyed                    | Jon B. feat. Faith Evans                                      | Pleasures U Like                                                |
| 2002 | A Dream                      | Jay-Z feat. The Notorious B.I.G. & Faith Evans                | The Blueprint 2: The Gift & the Curse                           |
| 2002 | Someday                      | Scarface feat. Faith Evans                                    | The Fix                                                         |
| 2002 | Relax Your Mind              | Boyz II Men feat. Faith Evans                                 | Full Circle                                                     |
| 2003 | Hurting Woman                | Shirley Caesar feat. Faith Evans                              | Shirley Caesar and Friends                                      |
| 2003 | Sister                       | Kelly Price feat. Faith Evans                                 | Priceless                                                       |
| 2003 | Don’t Cross the Line         | Freeway feat. Faith Evans                                     | Philadelphia Freeway                                            |
| 2004 | We Know                      | Talib Kweli feat. Faith Evans                                 | The Beautiful Struggle                                          |
| 2004 | Say a Prayer                 | Donald Lawrence feat. Faith Evans                             | I Speak Life                                                    |
| 2004 | Wake Up Everybody            | Various Artists                                               | Babyface Presents: Wake Up Everybody                            |
| 2005 | Don’t Need Your Love         | The Game feat. Faith Evans                                    | The Documentary                                                 |
| 2005 | Southern Comfort             | Shooter Jennings feat. Faith Evans, Jessi Colter & CeCe White | Put the "O" Back in Country                                     |
| 2006 | Living the Life              | The Notorious B.I.G. feat. Ludacris, Snoop Dogg & Faith Evans | Duets: The Final Chapter                                        |
| 2006 | 1970 Somethin’               | The Notorious B.I.G. feat. The Game & Faith Evans             | Duets: The Final Chapter                                        |
| 2006 | Got 2 Be Down                | Robin Thicke feat. Faith Evans                                | The Evolution of Robin Thicke                                   |
| 2006 | Gonna Get It                 | Boney James feat. Faith Evans                                 | Shine                                                           |
| 2006 | Endow Me                     | Coko feat. Faith Evans, Fantasia Barrino & Lil’ Mo            | Grateful                                                        |
| 2008 | Oh Holy Night                | Nat King Cole feat. Faith Evans                               | NBC Sounds of The Season - The Nat King Cole Holiday Collection |
| 2009 | Letter to B.I.G.             | Jadakiss feat. Faith Evans                                    | The Last Kiss                                                   |
| 2009 | Can’t Last a Day             | Teena Marie feat. Faith Evans                                 | Congo Square                                                    |
| 2009 | Love’s Doors                 | DJ Komori feat. Faith Evans                                   | The Exclusives – R&B Hits Vol.3                                 |
| 2010 | Clap                         | Saigon feat. Faith Evans                                      | The Greatest Story Never Told                                   |
| 2010 | Don’t U Know Me By Now       | Brian Culbertson feat. Faith Evans                            | XII                                                             |
| 2010 | Hood Pride                   | Capone-N-Noreaga feat. Faith Evans                            | The War Report 2: Report the War                                |
| 2010 | Lay with You                 | El DeBarge feat. Faith Evans                                  | Second Chance                                                   |
| 2010 | Feel Good                    | Eric Benét feat. Faith Evans                                  | Lost in Time                                                    |
| 2010 | All I Do                     | Redman feat. Faith Evans                                      | Redman Presents…Reggie                                          |
| 2010 | If I Fall in Love Again      | Keyshia Cole feat. Faith Evans                                | Calling All Hearts                                              |
| 2010 | Again (Remix)                | Shurik’n feat. Faith Evans                                    | Mixtape avant l’album                                           |

## Statistik

### Chartauswertung
|                     | DE    | AT    | CH    | UK    | US    |
| ------------------- | ----- | ----- | ----- | ----- | ----- |
| Nummer-eins-Alben   | DE—DE | AT—AT | CH—CH | UK—UK | US—US |
| Top-10-Alben        | DE—DE | AT—AT | CH—CH | UK—UK | US2US |
| Alben in den Charts | DE—DE | AT—AT | CH1CH | UK2UK | US7US |

|                       | DE    | AT    | CH    | UK     | US     |
| --------------------- | ----- | ----- | ----- | ------ | ------ |
| Nummer-eins-Singles   | DE1DE | AT1AT | CH1CH | UK1UK  | US1US  |
| Top-10-Singles        | DE1DE | AT1AT | CH1CH | UK1UK  | US6US  |
| Singles in den Charts | DE4DE | AT1AT | CH3CH | UK13UK | US22US |

### Auszeichnungen für Musikverkäufe
| Goldene Schallplatte - Dänemark - 2020: für die Single I’ll Be Missing You - Frankreich - 1997: für die Single I’ll Be Missing You Platin-Schallplatte - Italien - 2024: für die Single I’ll Be Missing You - Kanada - 1997: für die Single I’ll Be Missing You - Norwegen - 1997: für die Single I’ll Be Missing You | 2× Platin-Schallplatte - Australien - 1997: für die Single I’ll Be Missing You - Niederlande - 1997: für die Single I’ll Be Missing You 3× Platin-Schallplatte - Neuseeland - 2023: für die Single I’ll Be Missing You - Schweden - 1997: für die Single I’ll Be Missing You 4× Platin-Schallplatte - Belgien - 1997: für die Single I’ll Be Missing You |

Anmerkung: Auszeichnungen in Ländern aus den Charttabellen bzw. Chartboxen sind in ebendiesen zu finden.
| Land/RegionAuszeichnungen für Musikverkäufe (Land/Region, Auszeichnungen, Verkäufe, Quellen) | Silber     | Gold     | Platin       | Verkäufe   | Quellen                                                    |
| -------------------------------------------------------------------------------------------- | ---------- | -------- | ------------ | ---------- | ---------------------------------------------------------- |
| Australien (ARIA)                                                                            | —          | —        | 2× Platin2   | 140.000    | aria.com.au                                                |
| Belgien (BRMA)                                                                               | —          | —        | 4× Platin4   | 200.000    | ultratop.be                                                |
| Dänemark (IFPI)                                                                              | —          | Gold1    | —            | 45.000     | ifpi.dk                                                    |
| Deutschland (BVMI)                                                                           | —          | —        | 3× Platin3   | 1.500.000  | musikindustrie.de                                          |
| Frankreich (SNEP)                                                                            | —          | Gold1    | —            | 250.000    | snepmusique.com                                            |
| Italien (FIMI)                                                                               | —          | —        | Platin1      | 100.000    | fimi.it                                                    |
| Kanada (MC)                                                                                  | —          | —        | Platin1      | 100.000    | musiccanada.com                                            |
| Neuseeland (RMNZ)                                                                            | —          | —        | 3× Platin3   | 90.000     | radioscope.co.nz                                           |
| Niederlande (NVPI)                                                                           | —          | —        | 2× Platin2   | 150.000    | nvpi.nl                                                    |
| Norwegen (IFPI)                                                                              | —          | —        | Platin1      | 50.000     | ifpi.no (Memento vom 5. November 2012 im Internet Archive) |
| Österreich (IFPI)                                                                            | —          | —        | 2× Platin2   | 100.000    | ifpi.at                                                    |
| Schweden (IFPI)                                                                              | —          | —        | 3× Platin3   | 90.000     | sverigetopplistan.se                                       |
| Schweiz (IFPI)                                                                               | —          | —        | 2× Platin2   | 100.000    | hitparade.ch                                               |
| Vereinigte Staaten (RIAA)                                                                    | —          | 5× Gold5 | 8× Platin8   | 10.500.000 | riaa.com                                                   |
| Vereinigtes Königreich (BPI)                                                                 | 2× Silber2 | —        | 4× Platin4   | 2.800.000  | bpi.co.uk                                                  |
| Insgesamt                                                                                    | 2× Silber2 | 7× Gold7 | 36× Platin36 |            |                                                            |